# Протесты в Армении (2022)
Движение «Сопротивление» (арм. «Դիմադրություն» շարժում) — протестное движение против премьер министра Никола Пашиняна, проходившее в городе Ереван и других крупных городах Армении и НКР. В движении приняли участие активисты из различных оппозиционных сил и родственники погибших, раненых и военнопленных во Второй Карабахской войне.

## Предыстория
В 2020—2021 годах в Армении проходили массовые акции гражданского неповиновения и протесты разных гражданских групп и родственников погибших и пропавших военнослужащих во Второй Карабахской войне в Армении. Протесты продолжались в течение нескольких месяцев с требованием отставки Никола Пашиняна. К отставке премьер-министра Пашиняна призвали также действующий президент Армении Армен Саркисян, бывшие президенты Левон Тер-Петросян, Роберт Кочарян, Серж Саркисян и др. 18 марта 2021 года премьер-министр Никол Пашинян объявил о проведении 20 июня 2021 года досрочных парламентских выборов. Пашинян подтвердил, что уйдёт в отставку с поста премьер-министра в апреле 2021 года, но продолжит исполнять обязанности премьер-министра до проведения внеочередных выборов. 20 июня 2021 года на досрочных парламентских выборах победу одержала партия «Гражданский договор» и Никол Пашинян переизбрался премьер-министром Армении.

## Ход событий

### Апрель
25 апреля несколько членов Альянса «Армения» и их сторонники начали шествие из Иджевана в Ереван.
26 апреля член блока «Армения» Национального собрания Анна Григорян вместе с группой граждан начала марш из села Тигранашен Араратской области в Ереван.
Вечером 26 апреля от площади памятника Давида Сасунского в Ереване прошёл марш, который завершился на площади Свободы.
Всего во время протестов 26 апреля полиция задержала десять мирных жителей.
27 апреля протестующие перекрыли ряд перекрёстков в центре Еревана. Утром протестующие на некоторое время перекрыли дорогу Аштарак-Эчмиадзин. В течение дня были задержаны 18 протестующих.
28 апреля в Ереван стартовали два марша. В Апаране марш от могилы Дро возглавил депутат Артур Хачатрян, а четвёртый марш начался в Сардарапате.
30 апреля Служба национальной безопасности Армении призвала не поддаваться на возможные провокации и проявить высокую гражданскую ответственность. По данным СНБ, в стране существует реальная опасность массовых беспорядков. В тот же день родственники погибших, раненых и военнопленных во Второй Карабахской войне прошли маршом к правительству, а затем в прокуратуру, требуя привлечь Никола Пашиняна в качестве обвиняемого и арестовать его. Вечером к участникам шествия, идущего из Сардарапата в Ереван, присоединился второй президент Армении Роберт Кочарян.

### Май
1 мая Движение «Сопротивление» организовало масштабную акцию на площади Франции в Ереване.
3 мая рано утром оппозиционеры возобновили в Ереване акции неповиновения, в частности, они заблокировали несколько улиц. По данным Полиции Армении, к 15.00 (14.00 мск) в Ереване были задержаны 155 участников акций протеста за неповиновение полиции, ещё 14 человек доставлены в участки Гегаркуникской и Араратской областей, сообщили в ведомстве. К 18.00 (17.00 мск) число задержанных активистов за неповиновение полиции в Ереване возросло до 209, ещё 28 человек доставлены в участки в регионах Армении, сообщила республиканская полиция. 
5 мая на площади Франции появился палаточный городок.
7 мая состоялся женский марш с требованием отставки Никола Пашиняна. В марше приняли участие несколько сотен женщин. Сотрудники правоохранительных органов, в основном тоже женщины, сопровождали митингующих, при этом никак им не препятствуя.
10 мая в Ереване был арестован 61 протестующий.
11 мая оппозиция организовало в Ереване несколько автопробегов, их участники призывали жителей города выйти на митинг с требованием отставки премьер-министра. 15 активистов были задержаны за неповиновение полиции. Вечером в тот же день сторонники оппозиции на час после окончания рабочего времени перекрыли входы и выходы мэрии Еревана, призвав чиновников присоединиться к протестам. У стен мэрии произошли столкновения оппозиционеров с полицией.
15 мая сторонники оппозиции прошли шествием по центральным улицам Еревана, призывая горожан присоединиться к протестному движению. Инцидентов в ходе шествия зафиксировано не было.
16 мая был арестован 91 протестующий.
По состоянию на 18 мая число задержанных достигло 414 человек. Также задержан Игорь Хачатуров, сын бывшего главы ОДКБ Юрия Хачатурова.
18 мая протестующие парализовали работу ереванского метрополитена.
23 мая двое протестующих выбежали на сцену, размахивая флагом Арцаха, во время церемонии открытия чемпионата Европы по боксу в Ереване.
24 мая демонстранты заблокировали входы и выходы здания министерства иностранных дел, которое расположено в правительственном корпусе. Лидеры протеста призвали жителей присоединиться к акциям неповиновения.
27 мая участники акции протеста собрались у здания Высшего судебного совета в Ереване и потребовали возбудить уголовное дело против премьер-министра Никола Пашиняна. Демонстранты также выразили солидарность с родственниками погибших во время эскалации карабахского конфликта в 2020 году. У здания Высшего судебного совета Армении также прошла акция родителей погибших солдат, которая была вызвана решением суда рассматривать в закрытом режиме жалобу на отказ возбудить дело о госизмене и привлечь Никола Пашиняна в качестве обвиняемого. Председатель совета заявил протестующим, что не может повлиять на решение суда. 
28 мая в Степанакерте (Ханкенди) и Мартуни (Ходжавенде) по случаю дня Первой республики прошли акции, участники которых выразили солидарность с протестующими в Армении против действующих властей. В акции в Степанакерте приняло участие более 10 тысяч человек.
31 мая движение «Сопротивление» организовало шествие по улицам Еревана, в ходе которого депутаты от оппозиции требовали принять их в Генпрокуратуре и ряде министерств, а также попытались встретиться с ректором Ереванского госуниверситета. Однако руководители ведомств и университета отказались от встречи с оппозицией. В Ереване задержано 100 демонстрантов.

### Июнь
3 июня прошла очередная акция протеста. Тысячи людей блокировали комплекс правительственных дач в центре Еревана, где проживает премьер-министр Армении Никол Пашинян, требуя его отставки. При попытках правоохранителей притеснить протестующих, полицейские применили спецсредства, использовав светошумовые гранаты. 39 полицейских и 21 демонстрант получили травмы в ходе столкновения между силовиками и сторонниками оппозиции, сообщил Минздрав Армении. Полицией было задержано 11 человек.
6 июня лидеры оппозиции призвали участников акции протеста в Ереване идти к генпрокуратуре и требовать привлечь к ответственности полицейских, которые применяли насилие к активистам.
8 июня сторонники оппозиции провели в Ереване две протестные акции и анонсировали шествие в связи с визитом в Ереван главы МИД России Сергея Лаврова. Активисты выразили надежду, что Россия выполнит свои обязательства в качестве сопредседателя Минской Группы ОБСЕ и не выйдет за рамки принятых сопредседателями заявлений о судьбе Нагорного Карабаха.
9 июня оппозиционеры обвинили Лаврова в давлении на Армению по вопросу Нагорного Карабаха. В тот же день они провели шествие с требованием отставки правительства Пашиняна.
14 июня оппозиция объявила о своем решении прекратить ежедневные демонстрации, направленные на свержение премьер-министра Никола Пашиняна, после того, как не смогла добиться массовой поддержки граждан.
16 июня оппозиция демонтировала палаточный городок на площади Франции.